# Xizicus kweichowensis
Xizicus kweichowensis är en insektsart som först beskrevs av Tinkham 1944.  Xizicus kweichowensis ingår i släktet Xizicus och familjen vårtbitare. Inga underarter finns listade i Catalogue of Life.